# 眼鏡部！
《眼鏡部！》（日語：メガネブ！），是以日本最大的眼鏡生產地——福井縣鯖江市為背景所推出的原創動畫；由自主製作動畫出身的山本蒼美監督，這也是時年22歲的她首部接掌的電視動畫作品。動畫官方網站亦公開相關的演出人員與宣傳影像。

## 劇情
相馬鏡是就讀位於鄉下的喜馬拉雅第三工業高中的一位戴眼鏡學生，他比任何人更熱愛眼鏡、並以戴眼鏡為榮，這樣的他為了更大的野心而設立了一個戴著眼鏡的社團「眼鏡部」。他和其他四位社員鎌谷光希、鉢嶺拓磨、三鍋友紀也、木全隼人一起流汗、歡笑、哭泣，並將對眼鏡的熱情一起爆發出來，讓眼鏡不再只是眼鏡。

## 登場人物

### 眼鏡部
相馬鏡（配音：赤羽根健治）
喜好的眼镜类型：方形树脂镜框，视力：左右皆为0.03，血型：O型，星座：白羊，生日：4月4日，身高/体重：175cm、65kg，喜爱的食物：咖喱饭，讨厌的食物：青椒，家庭成员：父母、弟弟。
高中二年級，眼鏡部的發起人。對眼鏡的熱愛可不是蓋的，認為全世界人類只分為「戴眼鏡的人」、「沒戴眼鏡的人」以及「大姊～（女）」三個類型的人，主張使用隱形眼鏡的人是「弱者！」的熱血男兒。
鎌谷光希（配音：宮田幸季）
喜好的眼镜类型：下半周框架的树脂镜，框视力：右眼0.08、左眼0.4，血型：AB型，星座：双子，生日：6月6日，身高/体重：166cm、53kg，喜爱的食物：鳄梨，讨厌的事物：蜂蜜蛋糕（讨厌底部沾满砂糖粗糙的部分），家庭成员：父母、NORIO（比利牛斯山犬）。
高中一年級。崇拜著（官網寫LOVE）熱血社長的弟弟角色，一心一意支持鏡而非常努力，偶爾會露出有點雙重人格的一面。
鉢嶺拓磨（配音：田丸篤志）
喜好的眼镜类型：惠灵顿树脂镜框，视力：右眼0.2、左眼0.4，血型：A型，星座：巨蟹，生日：7月7日，身高/体重：180cm、67kg，喜爱的食物：泡芙、海苔便当、鞑靼酱，讨厌的事物：泡菜，家庭成员：父母（海外出差中），两个哥哥（24岁和21岁）。
高中二年級。喜歡甜點的治療系角色，平時人都輕飄飄，外表看起來像是帥氣的王子，實際上本人的sense是絕望級的恐怖，比起自己更重視朋友。
三鍋友紀也（配音：諏訪部順一）
喜好的眼镜类型：金属尼龙镜框，视力：左右皆为0.01，血型：B型，星座：天蝎，生日：11月11日，身高/体重：178cm、63kg，喜爱的食物：煎蛋（只有鸡蛋的部分），讨厌的事物：文字烧，家庭成员：父母、两个妹妹（小学六年级的双胞胎）。
高中二年級，神秘的害羞BOY，是鏡的竹馬好友，超級內向的室內派。什麼事情都馬上用手上的yPad查，雖然知識淵博但經驗值太少，時常被說不知世事。一天要睡一小時的午覺。
木全隼人（配音：木村良平）
喜好的眼镜类型：椭圆方形树脂镜框，视力：右眼2.0、左眼2.0，血型：O型，星座：射手，生日：12月12日，身高/体重：171cm、60kg，喜爱的食物：牛肉饭（汤汁满溢的）+堆积如山红姜，讨厌的事物：梅干，家庭成员：母（父亲已去世）、姐姐、哥哥、弟弟。
高中一年級，個性開朗的開心果，是眼鏡部裡唯一的伊達眼鏡（沒度數裝飾用的眼鏡）。一開始因為視力太好所以被社長拒絕，但因為實在很想很想很想很想進入眼鏡部，所以就戴了沒度數的眼鏡暫定入社。

### 老師
白銀穗貴（配音：安元洋貴）
2-E班數學老師、眼鏡部的顧問。
針生恭介（配音：高橋廣樹）
白銀穗貴的助手。

### 學生會
佐藤威廉（配音：杉山紀彰）
高中三年級，學生會會長兼科学部部長。
渡邊洛倫佐（配音：真殿光昭）
高中三年級，學生會副會長兼科学部部員。
高橋馬克西米利（配音：岸尾大輔）
高中二年級，學生會成員兼科学部部員。
鈴木徹（配音：鈴木千尋）
高中二年級，學生會成員。
田中安東尼奧（配音：岩田光央）
高中一年級，學生會成員兼科学部部員。

### 其他
相馬輝（配音：高坂篤志）
鏡的弟弟。
鉢嶺智（配音：石田彰）
拓磨的長兄。設計師。
鉢嶺信司（配音：森久保祥太郎）
拓磨的次兄。模特兒。
望月鑛一（声：豊永利行）
灰黑色的短髮，左眼下有痣。
高中的時候，和朝比奈鐵是好朋友。廣播社。
朝比奈鐵（配音：東地宏樹）
咖啡店「てっちゃん」的老闆。高校時代、是望月鑛一的摯友。原來是喜馬拉雅第三工業高校的汽車部零件顧問，白銀是部員之一。
NORIO（配音：宮田幸季）
光希飼養的狗。
錢場誠（配音：白井悠介）

鈴木一夫（配音：白井悠介）

鈴木秀二（配音：三輪瑛）

釘嶋幸惠（配音：高戶靖廣）
在食堂做了40年的阿姨。
基拉高校學生會會長（配音：高橋英則）

## 制作人员
- 原作：「眼镜部！」策划
- 导演：山本蒼美（日语：山本蒼美）
- 辅助导演：渡邊博史
- 系列构成：赤尾でこ
- 人物原案、人物设定：中嶋敦子
- 总作画监督：岡真里子
- 道具作画监督：岡戶智凱
- 美術監督：稻葉邦彦
- 色彩設定：末永絢子
- 攝影監督：近藤慎與
- 3D監督：今垣佳奈
- 編集：松原理惠
- 音响監督：山田陽
- 音乐：堤博明、大嵜慶子、橋本翔太
- 监制：岡村和佳菜、杉山剛、土井美奈子、和田薰、金子敏明、栗田滋弘
- 动画制作：STUDIO DEEN
- 制作：「メガネブ!」製作委員会

## 主題曲
片头曲
- 「World's End」

作词、作曲、编曲：ミヤ，演唱：MUCC
片尾曲
- 「カラフルワールド」

作詞：佐香智久、小川智之 ，作曲：小川智之，編曲：Saku，演唱：佐香智久

## 各话列表
| 話數 | 日本標題                                 | 中文標題                                   | 編劇          | 分鏡            | 演出              | 作画監督                                           |
| ---- | ---------------------------------------- | ------------------------------------------ | ------------- | --------------- | ----------------- | -------------------------------------------------- |
| #01  |                                          |                                            | 赤尾でこ      | 山本蒼美        | 渡部穩寬          | 青野厚司                                           |
| #02  |                                          |                                            | 赤尾でこ      | 大畑清隆        | 竹下良平 村田尚樹 | 鈴木彩子、工藤裕加 高澤美佳                        |
| #02  |                                          |                                            | 赤尾でこ      | 大畑清隆        | 竹下良平 村田尚樹 | 鈴木彩子、工藤裕加 高澤美佳                        |
| #03  |                                          | 透透眼鏡要是能完成就好了                   | 前川淳        | 渡邊浩          | 渡邊浩            | 平川亞喜雄、大和田彩乃                             |
| #04  | これが本物のメガネなんだよ!              | 這就是真正的眼鏡！                         | 内田静 有澤街 | 小坂知 山本蒼美 | 青柳宏宣          | 工藤裕加、森本浩文 岡崎洋美、松下郁子 伊藤康裕     |
| #04  | 眼鏡既是心靈也是你自己                   |                                            | 内田静 有澤街 | 小坂知 山本蒼美 | 青柳宏宣          | 工藤裕加、森本浩文 岡崎洋美、松下郁子 伊藤康裕     |
| #05  |                                          | 就算有也不會對平光鏡說的                   | 内田静 有澤街 | 浪速勉          | 橋口洋介          | 山口飛鳥、藤原未来男                               |
| #05  | 有鏡片才有超音波洗淨機                   |                                            | 内田静 有澤街 | 浪速勉          | 橋口洋介          | 山口飛鳥、藤原未来男                               |
| #06  | MR                                       | 鏡片                                       | 赤尾でこ      | 小島正士        | 内山まな          | 青野厚司                                           |
| #07  |                                          |                                            | 前川淳        | 渡部穩寬        | 渡部穩寬          | 高澤美佳、森本浩文 石川洋一、瀧原美樹              |
| #08  |                                          |                                            | 内田静        | 浪速勉          | 川奈可奈          | ウクレレ善似郎、平川亞喜雄 中山由美、岡崎洋美      |
| #09  |                                          | 對眼鏡族而言的革命                         | 有澤街        | 大畑清隆        | 大泉武蔵          | 大和田彩乃、青野厚司 西尾理惠、瀧原美樹            |
| #10  |                                          | 從規則上來說是可以的、從眼鏡上來說是不行的 | 前川淳        | 渡邊浩          | 渡邊浩            | 岡崎洋美、青野厚司 瀧原美樹、平川亞喜雄            |
| #10  | 看到眼鏡部的那些傢伙、就會想起當時的我們 |                                            | 前川淳        | 渡邊浩          | 渡邊浩            | 岡崎洋美、青野厚司 瀧原美樹、平川亞喜雄            |
| #11  |                                          | 身為眼鏡族愛眼鏡那是理所當然的             | 赤尾でこ      | 浪速勉          | 橋口洋介          | 山口飛鳥、藤原未来夫                               |
| #12  |                                          | 眼鏡部！                                   | 赤尾でこ      | 齋藤哲人        | 渡部穩寬          | 中山由美、大和田彩乃 平川亞喜雄、青野厚司 瀧原美樹 |

## 播放電視台
日本深夜動畫：下文記載的日本国内播放時間使用日本標準時間（UTC+9）表示。因為部分時間标识會採用30小时制，因此請留意这类超过24:00的时间，其實際播放時間為翌日清晨。
| 播放地區 | 播放電視台          | 播放日期                  | 播放時間             | 所屬局                               | 備註              |
| -------- | ------------------- | ------------------------- | -------------------- | ------------------------------------ | ----------------- |
| 東京都   | 東京都會電視台      | 2013年10月6日 - 12月22日  | 星期日 24:00 - 24:30 | 独立局                               |                   |
| 日本全域 | nico生放送          | 2013年10月6日 - 12月22日  | 星期日 24:00 - 24:30 | 網絡播放                             |                   |
| 日本全域 | BS11                | 2013年10月6日 - 12月22日  | 星期日 24:30 - 25:00 | BS衛星廣播                           | ANIME+            |
| 日本全域 | niconico頻道        | 2013年10月6日 - 12月22日  | 星期日 24:30 更新    | 網絡播放                             |                   |
| 日本全域 | AT-X                | 2013年10月11日 - 12月27日 | 星期五 22:30：23:00  | CS衛星廣播                           | リピート放送あり  |
| 日本全域 | BANDAI頻道          | 2013年10月14日 - 12月30日 | 星期一 12:00 更新    | 網絡播放                             |                   |
| 日本全域 | NTT docomo 配送頻道 | 2013年10月14日 - 12月30日 | 星期一 12:00 更新    | 網絡播放                             |                   |
| 兵庫縣   | SUN電視台           | 2013年10月7日 - 12月23日  | 星期一 23:30 - 24:00 | 独立局                               |                   |
| 京都府   | KBS京都             | 2013年10月7日 - 12月23日  | 星期一 25:30 - 26:00 | 独立局                               |                   |
| 福井縣   | 福井電視台          | 2013年10月9日 - 12月25日  | 星期三 24:45 - 25:15 | 富士電視網                           | 原作故事舞台 重播 |
| 韓国全域 |                     | 2013年10月10日 - 12月26日 | 星期四 24:00 - 24:30 | CS衛星廣播、有線電視廣播、IP電視廣播 | 韓語字幕          |

## Blu-ray / DVD
| 卷 | 發售日         | 收錄話         | 規格編號   | 規格編號   |
| 卷 | 發售日         | 收錄話         | BD         | DVD        |
| -- | -------------- | -------------- | ---------- | ---------- |
| 1  | 2013年12月20日 | 第1話、第2話   | TBR-23474D | TDV-23494D |
| 2  | 2014年1月24日  | 第3話、第4話   | TBR-23475D | TDV-23495D |
| 3  | 2014年2月21日  | 第5話、第6話   | TBR-23476D | TDV-23496D |
| 4  | 2014年3月19日  | 第7話、第8話   | TBR-23477D | TDV-23497D |
| 5  | 2014年4月16日  | 第9話、第10話  | TBR-23478D | TDV-23498D |
| 6  | 2014年5月14日  | 第11話、第12話 | TBR-23479D | TDV-23499D |

## 網路廣播劇
是2013年11月22日至2014年2月28日在音泉廣播的Web廣播劇節目，每週星期五更新。
時間
- 第5回（2013年12月20日）：宮田幸季（鎌谷光希）
- 第7回（2014年1月3日）：木村良平（木全隼人）
- 第9回（2014年1月17日）：髙坂篤志（相馬輝）
- 第11回（2014年1月31日）：諏訪部順一（三鍋友紀也）
- 第12回（2014年2月14日）：杉山紀彰（佐藤威廉）
- 第13回（2014年2月21日）：鈴木千尋（鈴木徹）
- 第14回（2014年2月28日）：木村良平（木全隼人）